# Giuseppe Tomasini (calciatore)
Giuseppe Tomasini, detto Beppe (Palazzolo sull'Oglio, 28 settembre 1946), è un ex calciatore italiano, di ruolo difensore.

## Carriera

### Giocatore

Tomasini (a sinistra) in rossoblù nel 1969, in posa con Lev Jašin della per un'amichevole all'Amsicora.

Originario della provincia bresciana, si mise in luce proprio con le rondinelle a 19 anni, esordendo in Serie B nella stagione 1964-1965, nella quale contribuì, sia pure con una sola presenza in campionato, al successo finale con conseguente promozione in massima serie.
Dopo due anni con la Reggina fra i cadetti, e di nuovo una stagione a Brescia, con cui disputa da titolare (22 presenze) il campionato di Serie A 1967-1968 – esordio in A l'8 ottobre 1967, in occasione del pareggio interno col Bologna –, nell'estate del 1968 viene acquistato dal Cagliari dove rimarrà fino al termine della carriera per nove stagioni, otto in A e l'ultima in B, vincendo lo storico scudetto del 1969-1970.
In carriera ha totalizzato complessivamente 172 presenze in Serie A, e 51 presenze e una rete in Serie B.

### Dopo il ritiro
Terminata la carriera di calciatore, ha ricoperto il ruolo di vice allenatore a Cagliari con Lauro Toneatto nell'annata 1977-1978, salvo poi acquistare un distributore di benzina, in cui gestisce anche un bar, e chiudere col calcio, rimanendo a vivere a Cagliari, divenuta negli anni sua città d'adozione.
Ha ricoperto inoltre in anni recenti il ruolo di direttore sportivo del Sant'Elena Quartu, all'epoca militante in Eccellenza; insieme a ex compagni del Cagliari, come Riccardo Dessì, ha infine preso parte per diversi anni anche a un campionato Over-40.

## Palmarès

### Club
- Campionato italiano: 1

Cagliari: 1969-1970
- Campionato italiano di Serie B: 1

Brescia: 1964-1965

### Nazionale
- Giochi del Mediterraneo: 1

Tunisi 1967